# 1. Klasse Plauen-Zwickau 1943/44
Die Fußball-Bezirksklasse Plauen-Zwickau 1943/44 war die elfte und letzte Spielzeit der nun 1. Klasse Plauen-Zwickau genannten Fußball-Bezirksklasse Plauen-Zwickau im Sportgau Sachsen. Sie diente als eine von vier zweitklassigen Bezirksklassen als Unterbau der Gauliga Sachsen. Die Meister dieser vier Spielklassen qualifizierten sich für eine Aufstiegsrunde, in der zwei Aufsteiger zur Gauliga Sachsen ausgespielt wurden.
Zu den aus den Vorjahren bekannten Staffeln Plauen/Vogtland, Zwickau/Westsachsen und Westerzgebirge wurde in dieser Spielzeit zusätzlich die Staffel Glauchau geschaffen. Der Spielbetrieb fand im Rundenturnier mit Hin-und-Rückspiel statt, die vier Staffelsieger trafen dann in Finalspielen aufeinander, um zwei Teilnehmer an der Aufstiegsrunde zur Gauliga Sachsen 1944/45 zu ermitteln. FC Teutonia Netzschkau und TG Wilkau-Haßlau setzten sich in den Spielen der Staffelsieger durch, verpassten jedoch in der Aufstiegsrunde vorerst den Aufstieg in die Erstklassigkeit. Mit der später beschlossenen Erweiterung der kommenden Kriegsgauklasse erreichten beide Vereine neben weiteren Vertretern dann doch noch die oberste Spielklasse.

## Staffel Plauen/Vogtland
Aus der Staffel Plauen/Vogtland sind nur wenige Spiele überliefert. Folgende Mannschaften nahmen teil:
- FC Teutonia Netzschkau (Staffelsieger)
- SV Konkordia Plauen
- VfB Plauen
- VFC Plauen
- Plauener SuBC
- KSG SpVgg/Post-SG Plauen
- KSG Oelsnitz (N)
- WKG der BSG VOMAG Plauen

## Staffel Zwickau
Aus der Staffel Zwickau sind nur wenige Spiele überliefert. Folgende Mannschaften nahmen teil:
- TG Wilkau-Haßlau (Staffelsieger)
- SG Vielau
- VfL 1905 Zwickau
- Reichsbahn-SG Zwickau
- SG Zwickau II
- VfL 1905 Zwickau II (N)
- Reichsbahn-SG Werdau (N)

## Staffel Glauchau
Aus der Staffel Glauchau sind nur wenige Spiele überliefert. Folgende Mannschaften nahmen teil:
- SpVgg Hohndorf (Staffelsieger)
- VfB Glauchau
- SC Lugau
- SpVgg Oberlungwitz
- VfL Lichtenstein
- SG Mülsengrund

## Staffel Westerzgebirge
Aus der Staffel Westerzgebirge ist nur der Staffelmeister SG Lauter überliefert.

## Finale Bezirksmeisterschaft
|                                                         | Gesamt |                                           | Hinspiel | Rückspiel |
| ------------------------------------------------------- | ------ | ----------------------------------------- | -------- | --------- |
| FC Teutonia Netzschkau (Sieger Staffel Plauen/Vogtland) | 4:3    | SG Lauter (Sieger Staffel Westerzgebirge) | 2:1      | 1:1       |
| SpVgg Hohndorf (Sieger Staffel Glauchau)                | 1:5    | TG Wilkau-Haßlau (Sieger Staffel Zwickau) | 1:5      | ?:?       |